# X-24 (航空機)
X-24
X-24A
- 用途：実験機
- 分類：リフティングボディ機
- 製造者：マーティン・マリエッタ社
- 運用者：NASA
- 初飛行：1969年4月17日
- 生産数：1機
- 退役：1975年11月26日

X-24は、アメリカ空軍とNASAによって共同開発された実験航空機。計画はPILOTと名づけられた。マーティン・マリエッタ社によって製造された。
この航空機は、無動力再突入機の一案であるリフティングボディの概念実証の為に製作され、試験結果は、後のスペースシャトルにも生かされている。X-24Aが1機製作され、後にX-24Bに改装された。また、X-24Aに先駆けてほぼ同一の機体にターボジェットエンジンを装備した研究機「SV-5J」が2機製作されているが、飛行は行われなかった。

## X-24A

### X-24Aの開発
X-24計画はNASAドライデン飛行研究センターとアメリカ空軍の共同計画であり、機体は1966年に発注されている。マーティン社ではSV-5Pの社内名称で開発を行なっている。実験の目的は機体操縦性の研究、宇宙往還機における大気圏突入後の滑空および予定地への着陸可能性などの能力を証明する為に行われた。リフティングボディは大気圏内を飛行するにあたり、機体そのものより揚力が発生している。尾翼などによる制御を加えることによって、安定した操縦と機体のコントロールを可能にしている。X-24はM2-F1、M2-F2、M2-F3に続く、アメリカ合衆国で4番目の有人リフティングボディ機である。
X-24Aは太い涙滴状の形状を有し、機体尾部に3枚の垂直尾翼を持つ。外側の垂直尾翼に方向舵をもつほか、胴体末尾に上側2枚、下側2枚のエレボンを持つ。自力での離陸は行わず、高度13.7km付近までNB-52Bに搭載されて上昇し、そこからの投下・滑空の後にロケットエンジンを使用して上昇する。初期は動力装置がなく、滑空飛行のみであった。なお、SV-5Jの機体形状はX-24Aとほぼ同一であるが、機体下部にエアインテークがある点が異なる。

### 実験記録
X-24は本来概念の調査の為にHL-10と同じように28回の飛行を行っている。なお、動力はXLR11ロケットエンジンを使用しており理論的には37.7kNの推進力を得ている。
飛行試験はエドワーズ空軍基地にて行われており、1969年4月17日にNB-52Bより投下され、滑空による初飛行を行った。初めて動力飛行に変わったのは1970年3月19日である。記録されたX-24Aの最高速度は、ジョン・マンクの操縦によって1970年10月14日に到達したマッハ1.15（1,667km/h）、最高到達高度は21.8kmに上った。
なお、オハイオ州のライト・パターソン空軍基地・国立アメリカ空軍博物館には「X-24A」として展示されている機体があるが、X-24Aは後述のようにX-24Bへと改造されているため、X-24Aとしては現存していない。国立アメリカ空軍博物館の展示機は、SV-5Jの原寸模型を「X-24A」として展示しているものである。また、もう1機のSV-5Jはアメリカ空軍士官学校に展示されている。

## X-24B

### X-24Bの開発

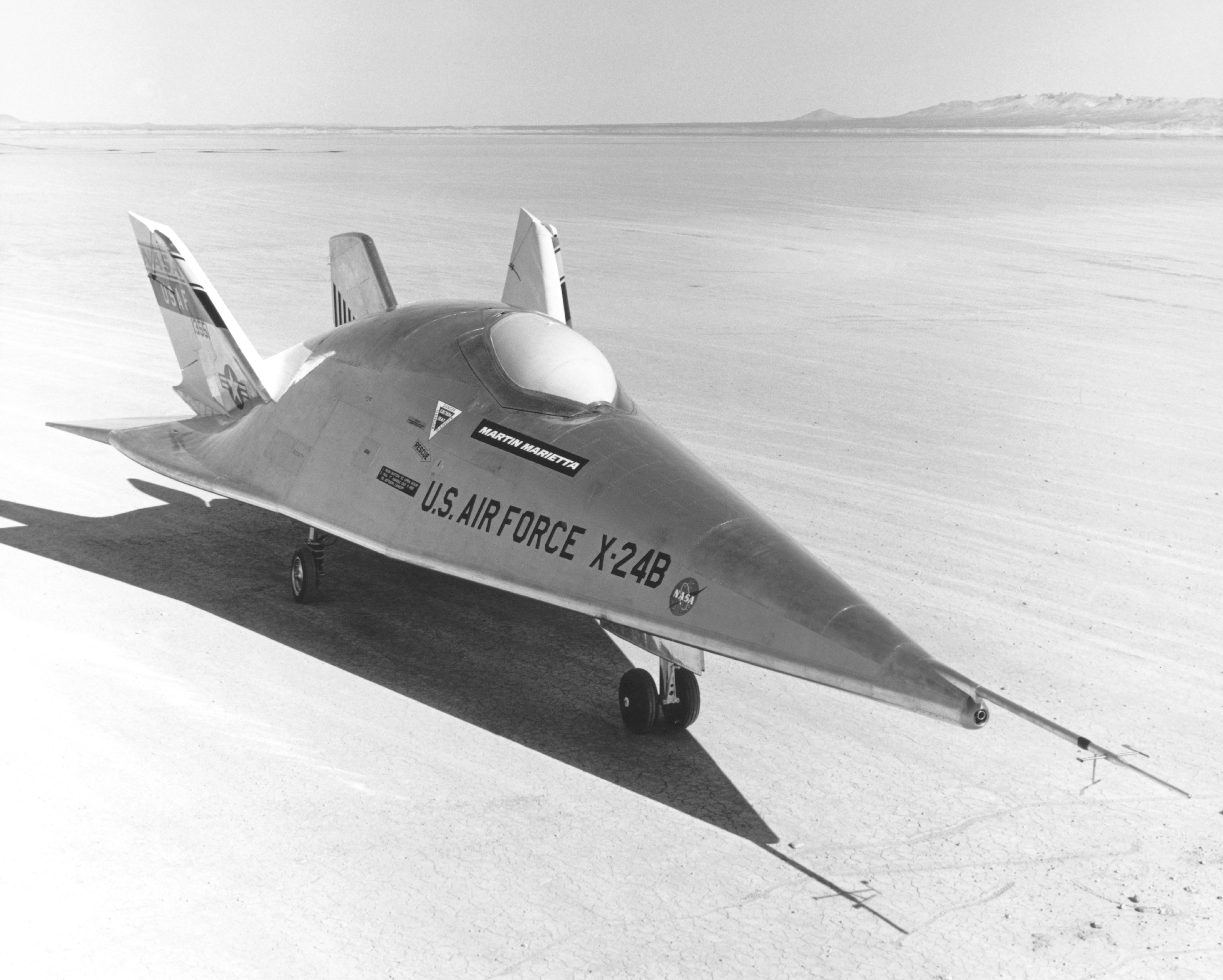
X-24B

丸みを帯びた形状のX-24Aはより安定した飛行を行なうために、大規模に改装された。外形は大きく異なっており、名称もX-24Bに変更されている。X-24Bは、高マッハ数飛行での試験を目的とした、“フライングアイロン”と称される緩やかにふくらみを帯びた機体上面と平坦な底部を持つ。ノーズ部は引き伸ばされ、全長も5.84mまで伸ばされたことにより、平面形は細長いダブルデルタ形に変化。小さいながらも後退角60度の外翼・主翼が設けられた。主翼前縁はノーズへと緩やかに結ばれている。これはマーチンSV-5Jの試験結果に基づくものだった。なお、X-24Aの機体形状と研究成果は、後に国際宇宙ステーションからの往還機X-38の製作のための技術としても役立つこととなる。
このX-24Bへの改装は、より大気圏再突入機を意識したためであり、揚効比の向上を目的としている。空軍飛行研究所によるものであり、マーティン・マリエッタ社が改装を行なった。

### 実験記録
X-24Bは、動力を有さない大気圏再突入機の滑空による着陸も操縦可能であることを証明した。X-24Bの初飛行は、1973年8月1日に滑空飛行で行われた。同年11月15日には動力飛行に成功している。X-24Bの最高速度は1974年10月25日の16回目の飛行でマイケル・ラブが記録したマッハ1.76（1,873km/h近く）であり、最高到達高度は22.59kmであった。
1975年9月23日に行われた最終飛行までの間、全36回の飛行を行っており、うち2回はエドワーズ空軍基地の主滑走路に正確な着地を行っている。
これらの実験結果は、スペースシャトル計画にも役立っている。X-24Bはドライデン研究所の関与した最後のリフティングボディ機となった。X-24Bはオハイオ州のライト・パターソン空軍基地・国立アメリカ空軍博物館に展示されている。

## X-24C

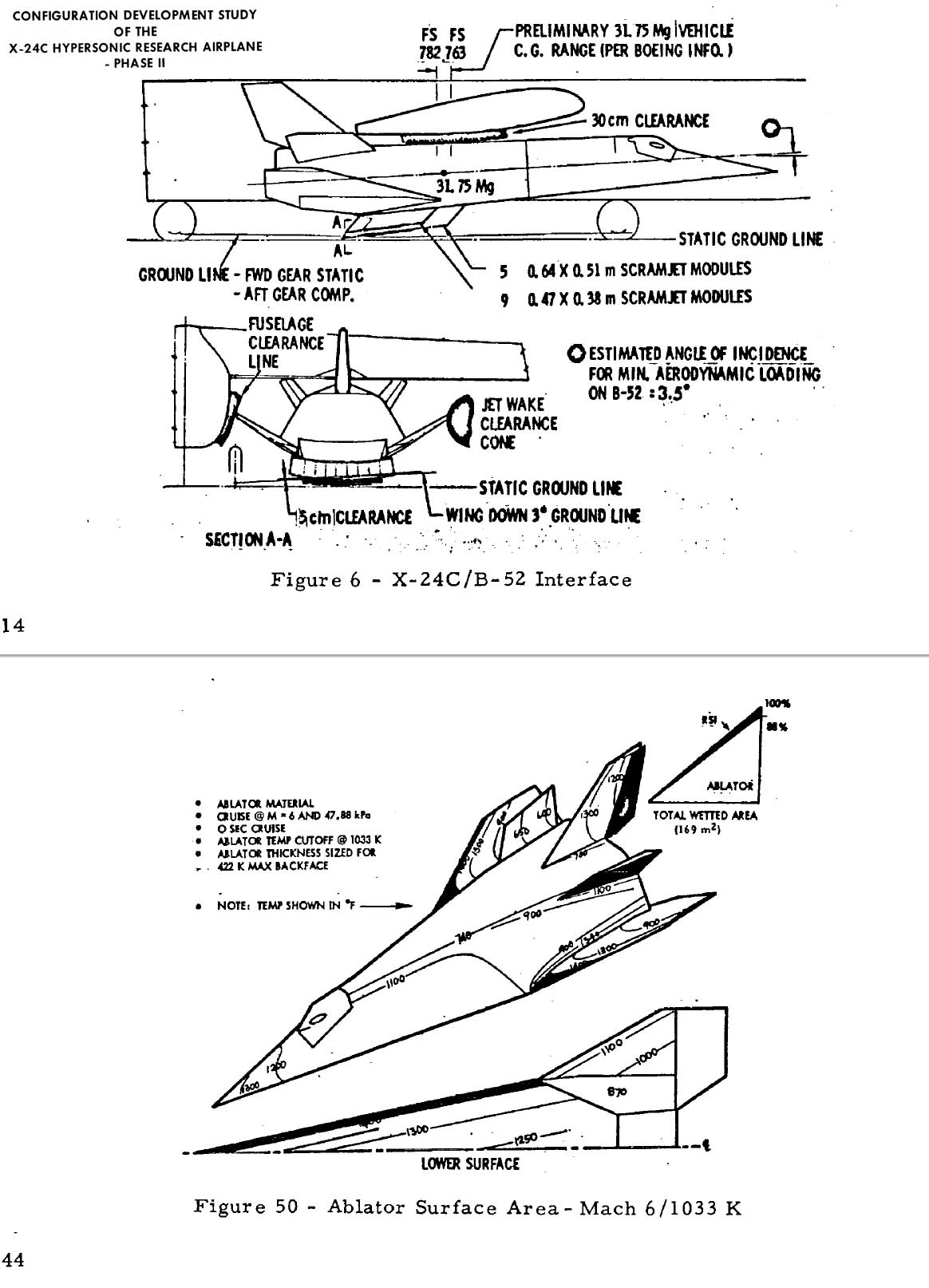
X-24C

1972年から1978年の間に、より高速度のリフティングボディ実験機である「X-24C」の研究提案が行われている。その中でも最も注目すべきなのは、ロッキード社のスカンクワークスによる設計案「L301」である。これはロケットエンジンとスクラムジェットエンジンを併用して最高速度マッハ8以上・最大高度85.34 kmを発揮する極超音速実験機として計画されていたもので、X-24A/Bと同様にB-52を母機とする。スペースシャトル計画の開始により計画は中止された。
なお、X-24Cをスペースプレーンとする資料も存在するが、予想されたX-24Cの最大高度は米空軍が定める宇宙空間との境界線である高度80 kmを越えてはいるが、国際航空連盟が定めた境界線であるカーマン・ライン（高度100 km）は下回っている。

## 諸元
X-24A
- 全長：7.47 m
- 全幅：4.16 m
- 全高：3.15 m
- 翼面積：15.01 m2
- 自重：2,858 kg
- 全備重量：5,194 kg
- 動力：RMI XLR11-RM-13 ロケットエンジン（推力：3,850 kg） × 1基[2]
- 最大速度：マッハ1.6
- 最大高度：21,756 m
- 乗員：1名

X-24B
- 全長：11.43 m
- 全幅：5.84 m
- 全高：3.15 m
- 翼面積：30.66 m2
- 自重：3,538 kg
- 全備重量：6,260 kg
- 動力：RMI XLR11-RM-13 ロケットエンジン（推力：4,445 kg） × 1基
- 最大速度：マッハ1.76
- 最大高度：22,595 m
- 乗員：1名

X-24C-L301（計画値）
- 全長：22.8 m
- 全幅：7.37 m
- 全高：6.27 m
- 発進重量：31,750 kg
- 動力：
ロケットダイン LR-105 ロケットエンジン × 1基およびロケットダイン LR-101 ロケットエンジン × 12基（総推力：45,132 kg）
スクラムジェットエンジン × 8基
- 最大速度：マッハ8以上
- 最大高度：85,340 m
- 乗員：1名